# دی جی (فیلم)
دی جی (به هندی: DJ) یا دوودا جاگانادهام فیلمی محصول سال ۲۰۱۷ و به کارگردانی هریش شانکار است. در این فیلم بازیگرانی همچون آلو آرجون، پوجا هگده، رائو رامش، سوباراجو، چاندرا موهان و مورالی شارما ایفای نقش کرده‌اند.